# Kari Kairamo
Kari Antero Oswald Kairamo (Helsinki, 31 dicembre 1932 – Espoo, 11 dicembre 1988) è stato un dirigente d'azienda finlandese.
Figura importante nel settore delle telecomunicazioni, fu presidente del consiglio di amministrazione e amministratore delegato della Nokia.

## Biografia

### Carriera
Kari Kairamo conseguì la laurea in ingegneria per la lavorazione del legno. All'inizio della sua carriera ricoprì posizioni di leadership in diverse aziende internazionali nel settore cartario. Nokia lo assunse nel 1967, quando l'azienda giocava ancora un ruolo predominante nell'economia forestale. Nel 1977 diventò amministratore delegato della Nokia dopo il pensionamento di Björn Westerlund. La sua missione fu quella di trasformare velocemente Nokia in una multinazionale di grandi dimensioni a livello internazionale, e dunque condusse diverse acquisizioni per l'azienda.
La fine degli anni '80 fu un periodo proficuo sia per la Nokia Corporation sia per la Finlandia. Il posto che lo Stato occupava sulla mappa dell'Europa stava per cambiare, la guerra fredda e il protezionismo attuato nella politica di commercio stava per crollare. Kairamo era convinto che l'importanza della Nokia, in quanto azienda più importante in Finlandia, fosse il fattore che avrebbe avvicinato il paese all'Europa occidentale, ma allo stesso tempo riteneva l'Unione Sovietica come un importante partner commerciale e per questa ragione mantenne strette le relazioni con i maggiori politici e leader d'affari sovietici.

### La morte
Kari Kairamo si tolse la vita impiccandosi in casa sua l'11 dicembre 1988, gesto che la Nokia cercò di nascondere in un primo momento. La sua morte improvvisa avvenuta per sua stessa mano rafforzò l'immagine di lui, già leggendaria. Aveva un'energia inesauribile e una sbalorditiva efficienza lavorativa. Poiché soffriva di un disturbo bipolare, si sospetta che sia proprio questa la ragione della sua tragica decisione. Inoltre egli faceva parte della famiglia Kihlman, famosa per i loro artisti, e alcune persone vicine alla famiglia sospettano che fosse affetto da mania depressiva proprio come molti grandi artisti.